# Phil Greatwich
Philip Carlo Barbon Greatwich (sinh ngày 21 tháng 1 năm 1987) là một cầu thủ bóng đá người Anh gốc Philippines. Anh có quốc tịch trên là vì mẹ anh Carolina là người Philippines. Anh thi đấu ở vị trí hậu vệ.
Greatwich sinh ra ở Brighton, và bắt đầu sự nghiệp bóng đá như là cầu thủ nhí với Brighton & Hove Albion. Được giải phóng lúc 16 tuổi, anh có màn ra mắt ở đội chính cho Burgess Hill Town của Isthmian League Division One South, và giành danh hiệu Cầu thủ trẻ xuất sắc nhất của câu lạc bộ mùa giải 2005–06. Greatwich được triệu tập vào đội tuyển quốc gia Philippines vào tháng 10 năm 2006, và thi đấu cả ba trận vòng bảng của Philippines tại vòng chung kết Giải vô địch bóng đá Đông Nam Á 2007.
Năm 2007, ông sang Hoa Kỳ để bắt đầu khóa học Quản lý Bóng đá tại Đại học Towson, Maryland, thi đấu cho Towson Tigers.
Anh trai của Greatwich Chris và em trai Simon đều là các tuyển thủ quốc gia Philippines.